# Seiliger–Sabathé-ciklus
A Seiliger–Sabathé-ciklus, más néven kevert ciklus vagy kettős ciklus, a termodinamikai körfolyamatok egyike. A folyamat során az égés részben állandó térfogaton, részben állandó nyomáson zajlik le. Ez a ciklus modellezi legjobban a korszerű, gyors járású Otto-motorokban és Diesel-motorokban végbemenő állapotváltozásokat.

## Az ideális ciklus

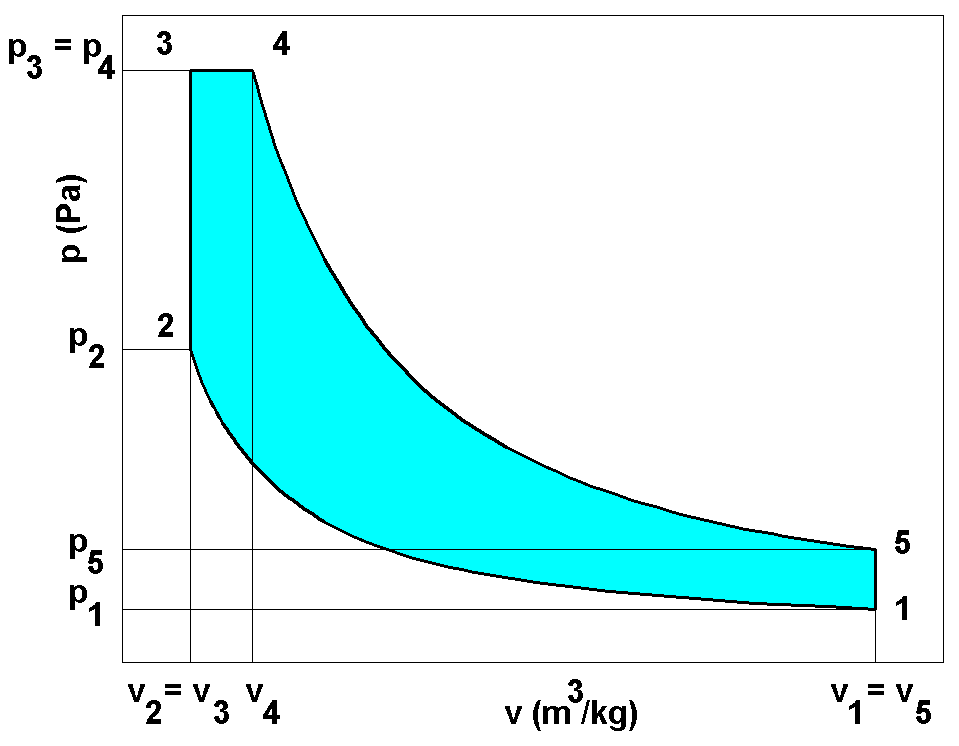
Az ideális kevert-ciklus p-v diagramja.

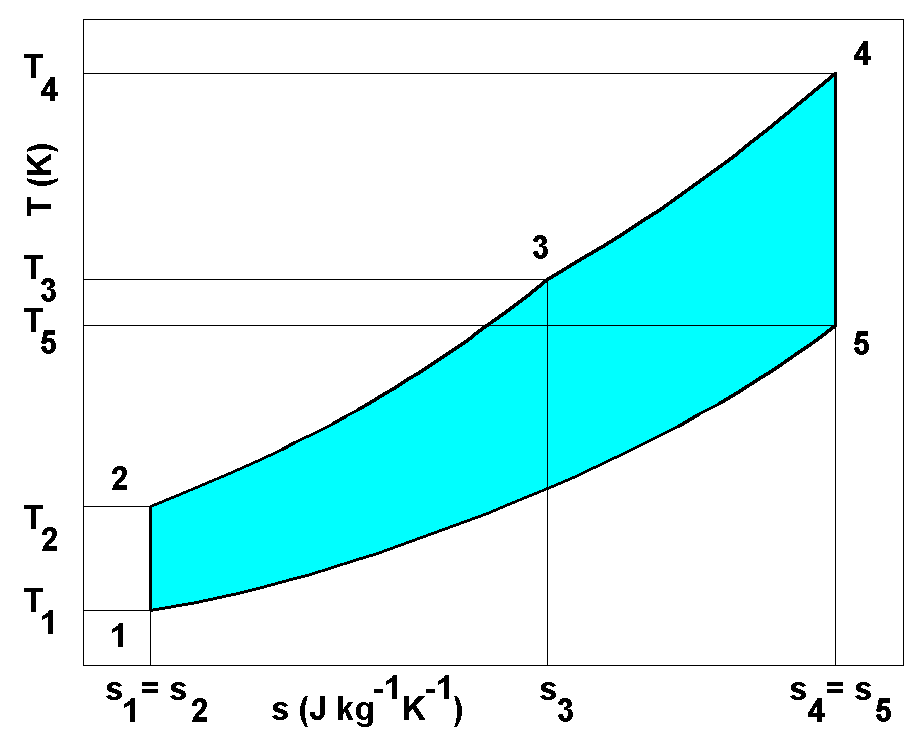
Az ideális kevert-ciklus T-s diagramja

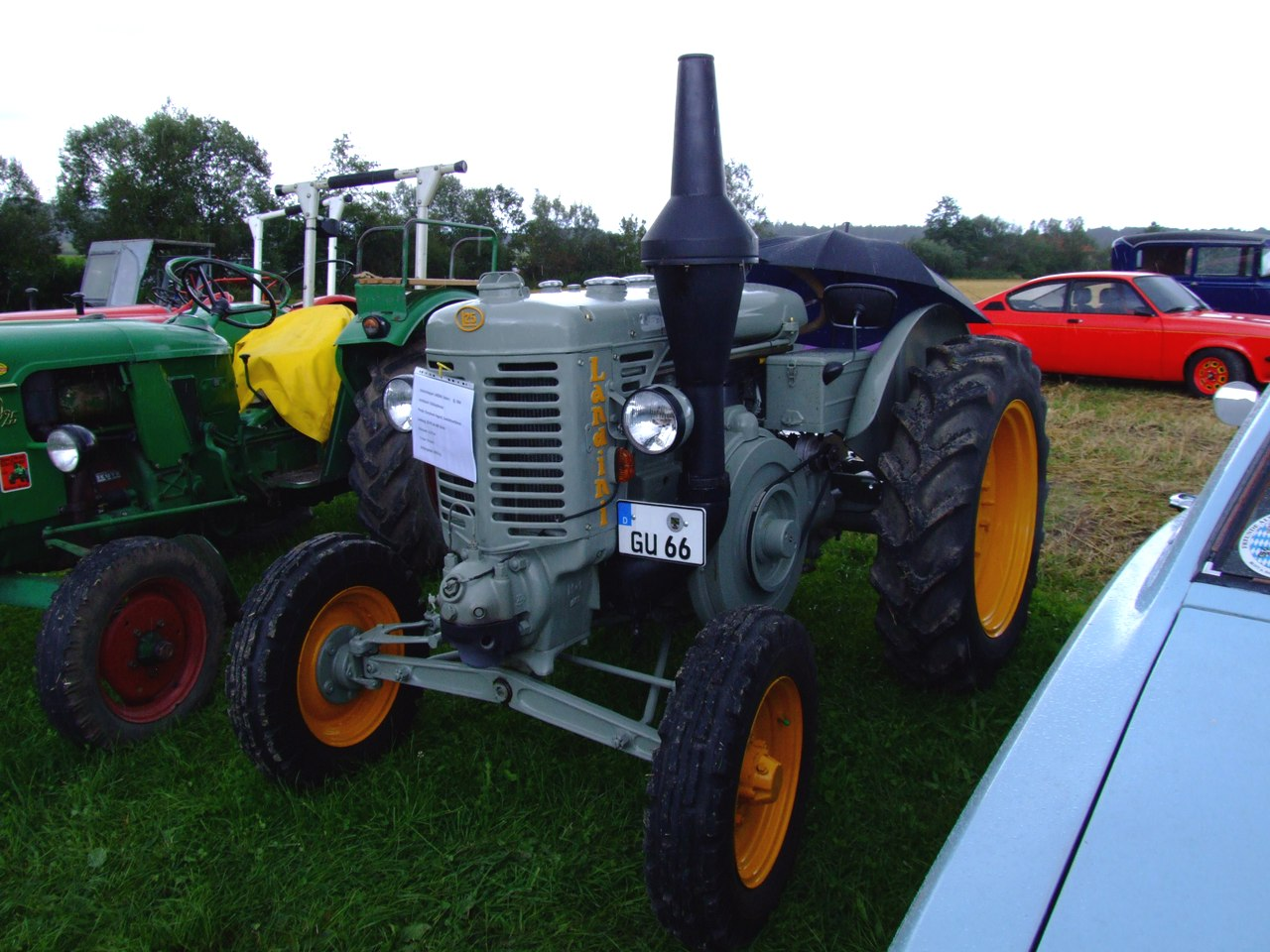
Izzófejes motorral szerelt traktor

Az ábrán látható az ideális kevert-ciklus a p-v diagramban, p a keverék nyomása, v a fajlagos térfogata. A körfolyamat négy állapotváltozásból áll:
- 1 - 2 izentropikus kompresszió
- 2 - 3 állandó térfogatú (izochor) állapotváltozás (égés első része)
- 3 - 4 állandó nyomású (izobár) állapotváltozás (égés második része)
- 4 - 5 izentropikus expanzió
- 5 - 1 állandó térfogatú (izochor) hőelvonás (kipufogás)

Az 1-2-3-4-5-1 terület az egy ciklus alatt elméletileg kinyerhető mechanikai munkával egyenlő.

## Az elméletileg elérhető termikus hatásfok
A maximális termikus hatásfok a kompresszióviszonytól és a {\displaystyle \rho } viszonyszámtól függ:
{\displaystyle \eta _{t}=1-{\frac {1}{\epsilon ^{\kappa -1}}}{\frac {\rho ^{\kappa }\lambda -1}{(\lambda -1)+\kappa \lambda (\rho -1)}}}, ahol
{\displaystyle \eta _{t}\,} a termikus hatásfok,
{\displaystyle \epsilon ={\frac {v_{1}}{v_{2}}}} a kompresszióviszony,
{\displaystyle \kappa ={\frac {c_{p}}{c_{v}}}} a gáz fajhőinek viszonya,
{\displaystyle \lambda ={\frac {p_{3}}{p_{2}}}} az égés végnyomásának és kezdőnyomásának hányadosa,

{\displaystyle \rho ={\frac {v_{3}}{v_{2}}}} pedig az égés végpontjánál és kezdőpontjánál mért fajtérfogatok hányadosa.
A hatásfok a kompresszióviszony növelésével nő. Az egy idealizált ciklusban 1 kg tömegű közegből kinyerhető hasznos munka:
{\displaystyle L=c_{v}T_{1}(\lambda -1){\epsilon ^{\kappa -1}}(\kappa \lambda \rho -\kappa \lambda +\lambda -1)-c_{v}T_{1}(\rho ^{\kappa }\lambda -1)\,}.

## Külső hivatkozások
- dr Zvikli Sándor szerk.: SZÉCHENYI ISTVÁN FŐISKOLA KÖZLEKEDÉSTECHNIKA II elektronikus jegyzet a közlekedésmérnök szakos hallgatók számára
- Stefan POSTRZEDNIK*, Zbigniew ŻMUDKA: ACHIEVEMENT OF THE CHARGE EXCHANGE WORK DIMINISHING OF AN INTERNAL COMBUSTION ENGINE IN PART LOAD
- dr hab. inż. Dariusz Mikielewicz: FUNDAMENTALS OF THERMODYNAMICS AND HEAT TRANSFER